# Al-Mansura (Hama)
Al-Mansura (arab. المنصورة) – wieś w Syrii, w muhafazie Hama. W 2004 roku liczyła 770 mieszkańców.